# Thomas Eder von Kainbach
Thomas Eder von Kainbach (* in Stainz; † 1661) war ein kaiserlicher Hofzahlmeister, steirischer Hofpfennigmeister und jüngerer Bruder von Andreas Eder von Kainbach.

## Werdegang
Thomas Eder wurde in Stainz geboren und trat in die Fußstapfen seines älteren Bruders Andreas Eder von Kainbach. Er wurde Landesbeamter, 1604 erhielten er und seine Brüder von Erzherzog Ferdinand II. ein Wappen verliehen. 1611 wurde er Kammerdiener für Erzherzog Ferdinand II., 1614 wechselte er in die landesfürstliche Finanzverwaltung als Gegenschreiber.
1621 errichteten Thomas und Andreas Eder das Schloss Kainbach und wohnten in selbigen. Im gleichen Jahr wurde ihm die Leitung des Marchfutteramtes übertragen, ein Jahr später war er auch für die Verproviantierung der Schloßbergbesatzung zuständig. 1629 wurde Thomas Eder zum Hofpfennigmeister ernannt. Er übersiedelte 1638 nach Streitigkeiten mit dem Hofkammerpräsident Sigiasmund Ludwig Graf Dietrichstein nach Wien. Dort wurde er Hofzahlmeister, 1661 verstarb Thomas Eder.

## Familie
Thomas hatte vier Brüder; Andreas, Paul, Johann und Stephan Eder.
Am 15. Oktober 1611 heiratete er Maria Anna Putrer, das Ehepaar bekam mindestens fünf Kinder.
Seine Söhne Johann Adam und Leopold Ignatius beerbten sowohl ihren Vater Thomas als auch ihre Onkel Andreas und Paul Eder. Johann Adam studierte 1637 in Ingolstadt und stieg als Beamter bis zum Hofkammerrat in Wien auf. 1661 übersiedelte er nach dem Tod des Vaters nach Kainbach, er starb 1681.
Leopold Ignatius studierte 1633 in Siena und trat 1640 in das kaiserliche Heer ein. Bis 1658 wurde er zum Oberstleutnant ernannt. 1669 ernannte Kaiser Leopold II. die Brüder zu Freiherren und sie durften den Namenszusatz Eder weglassen. Der letzte männliche Vertreter, Franz Josef Freiherr von Kainbach, starb schwer verschuldet 1756 in Graz.

## Quelle
- Helfried Valentinitsch: Historisches Jahrbuch der Stadt Graz, Band 26, 1996.

| Personendaten    | Personendaten                                                                                                |
| ---------------- | --- |
| NAME             | Eder von Kainbach, Thomas                                                                                    |
| KURZBESCHREIBUNG | kaiserlicher Hofzahlmeister, steirischer Hofpfennigmeister und jüngerer Bruder von Andreas Eder von Kainbach |
| GEBURTSDATUM     | 16. Jahrhundert oder 17. Jahrhundert                                                                         |
| GEBURTSORT       | Stainz |
| STERBEDATUM      | 1661 |